# Inwood Hill Park
Inwood Hill Park é parque público de Inwood, Upper Manhattan, Nova Iorque, administrado pela New York City Department of Parks and Recreation. O parque se estende ao longo do Rio Hudson até a rua Dyckman, no norte da ilha. Ao contrário de outros parques Manhattan, Inwood Hill Park é em grande parte natural (não-paisagísticos).

## Localização
É limitado á oeste pelo Rio Hudson, e o limite ao sul a é Rua 200. Da rua Dyckman até a 204 Street o limite é a Payson Avenue, a partir da Rua 204 à 214, o limite passa a ser a Seaman Avenue, e da rua 215 ao fim do parque na rua 218 o limite é a Indian Road.